# Mandy Leach
Mandy K. Leach (ur. 20 sierpnia 1979) – reprezentantka Zimbabwe w pływaniu, specjalistka od pływania stylem dowolnym.
Reprezentowała swój kraj na igrzyskach w Sydney - startowała w zawodach na 200 metrów stylem dowolnym - odpadła w eliminacjach.